# Congestus
Congestus är en molnart som förkortas con. Den förekommer endast hos huvudmolnslaget Cumulus.

## Cumulus congestus
Förkortning: Cu con. Cumulus congestus "upptornade stackmoln" är en cumulus som en utpräglat uppåtväxande form. I övre delarna kan den likna blomkål. Molnet kan ha en stor vertikal utsträckning. Cumulus congestus utvecklas från cumulus mediocris. Vid fortsatt växande övergår cumulus congestus till att bli en cumulonimbus calvus.